# Biến pháp Thương Ưởng
Biến pháp Thương Ưởng (chữ Hán: 商鞅变法, Hán Việt: Thương Ưởng biến pháp là cuộc cải cách quy mô lớn về chính trị, quân sự, kinh tế... do Thương Ưởng đề xuất ở nước Tần thời Chiến Quốc trong lịch sử Trung Quốc, được thi hành hai lần vào các năm 356 TCN và 350 TCN.

## Nội dung biến pháp

### Lần thứ nhất
Năm 356 TCN, Vệ Ưởng muốn thay đổi hẳn pháp độ, bèn tâu với Tần Hiếu công. Tần Hiếu công bằng lòng, nhưng trong triều vẫn còn có Cam Long và Đỗ Chí phản đổi, nhưng đều bị Vệ Ưởng phản bác. Tần Hiếu công tin theo lời Vệ Ưởng, phong ông làm Tả thứ trưởng và cho thay đổi pháp chế.
Được nhà vua đồng ý, Vệ Ưởng bèn sai chia dân thành từng nhóm, năm hộ, mười hộ, phải kiểm soát nhau và bị ràng buộc vào nhau, lại ra lệnh ai không tố cáo kẻ gian thì bị chém ngang lưng; ai tố cáo kẻ gian thì cũng được thưởng ngang với người chém đầu quân địch; người che giấu quân gian bị phạt ngang với người đầu hàng quân địch, gia đình có hai người con trai trở lên mà không chia của ở riêng thì bắt đánh thuế gấp đôi. Ai có quân công thì cứ theo thứ bậc mà được thưởng, ai đánh nhau vì việc riêng thì đều bị hình phạt lớn hay nhỏ, tùy theo nặng hay nhẹ mà trị. Ai ra sức vào nghề nghiệp gốc, cày cấy, dệt vải, cung cấp nhiều lúa thì được tha khỏi sưu dịch; trái lại ai theo cái lợi trên ngọn cùng những người lười mà nghèo thì đều bắt cùng với vợ con làm nô; người tôn thất mà không có quân công, thì không được ghi vào sổ sách họ nhà vua định cấp bật tước trật cao thấp rõ ràng; ghi tên các ruộng vườn, thần thiếp, áo quần theo số hiệu từng nhà. Ai có công thì hiển vinh, ai không có công thì tuy giàu có cũng không được vinh hoa.
Sau khi có pháp chế, Vệ Ưởng vẫn chưa ban bố vì sợ dân không theo. Vì vậy, ông dựng một cây gỗ dài ba trượng ở phía nam chợ của kinh đô, nói rằng ai có thể mang nó đến cái cửa phía bắc thì có mười lạng vàng. Dân lấy làm lạ, không ai dám mang đi. Ông lại tăng lên năm mươi lạng thì có một người mang. Vệ Ưởng bèn cho người đó năm mươi lạng để chứng tỏ mình không lừa dối. Sau đó ông mới ban bố pháp lệnh.

### Lần thứ hai
Năm 350 TCN, Vệ Ưởng lại ban bố biến pháp lần thứ hai, ra lệnh cấm cha, con, anh em cùng ở chung một nhà; phân cư và hợp các làng, xóm nhỏ lại thành huyện, đặt chức quan lệnh và thừa, được tất cả ba mươi mốt huyện, bỏ bờ ruộng, đường thiên đường mạch, thống nhất hộc, thùng, quả cân, thước, tấc nhờ đó việc đánh thuế được tăng.